# Anna Zassimova
Anna Viktorovna Zassimova (* 27. Oktober 1976 in Moskau) ist eine deutsch-russische Pianistin, Musikwissenschaftlerin, Kunsthistorikerin, Malerin und Musikpädagogin russischer Herkunft. Sie lebt seit 2002 in Deutschland.

## Leben und Werk
Anna Zassimova wurde in Moskau als Tochter eines Physikers und einer Pianistin geboren. Sie studierte Klavier bei Wladimir Tropp an der Musikakademie Gnessin in Moskau und bei Michael Uhde und Markus Stange an der Musikhochschule Karlsruhe. Sie promovierte im Bereich der Musikwissenschaft und absolvierte eine Ausbildung als Kunsthistorikerin.
Zassimova gab bei internationalen Festivals wie dem Klavier-Festival Ruhr, dem Piano á Saint-Ursanne, dem Bloomsbury Festival in London, dem Heidelberger Frühling, der Musica Viva München oder dem Festival Eclat Stuttgart Solo- und Kammermusikkonzerte. Als Orchestersolistin konzertierte sie unter anderem mit dem Stuttgarter Kammerorchester, dem Württembergischen Kammerorchester, dem Orchester des Nationaltheater Mannheim und dem Heilbronner Sinfonie Orchester. Zassimova unternahm Konzertreisen nach Russland, in die USA und nach China.
Zassimova spielte mehrere Tonträger ein. Darunter befanden sich auch einige Ersteinspielungen. Schwerpunkt ihrer Diskografie ist die Klavier- und Kammermusik des Fin de Siècle in Russland sowie Werke von Frédéric Chopin. Sie spielte Kammermusikwerke von Georgi Catoire sowie sämtliche Klavierkammermusikwerke von Sergej Tanejew ein. Die Wiederentdeckung des genannten russisch-französischen Komponisten Georgi Catoire wurde eindeutig mit Anna Zassimova in Verbindung gebracht. Ihr Buch über Catoires Leben und Werk (2011) eröffnet „einen neuen Blick auf diesen Wegbereiter der russischen Moderne“. Ihre CD „Sonata Reminiscenza“ (Hänssler Classic, 2018) wurde 2019 in Deutschland für den Preis „Opus Klassik“ nominiert.
Seit 2007 wirkt Zassimova als Lehrbeauftragte an der Hochschule für Musik Karlsruhe. Sie gibt internationale Meisterkurse im Fach Klavier. Sie wirkte mehrmals beim Wettbewerb Jugend musiziert als Jurorin mit. Als Musikerin und Kunsthistorikerin unterstützt und fördert sie die Zusammenarbeit der Hochschule für Musik Karlsruhe und der Staatlichen Kunsthalle Karlsruhe. Sie wirkt mit bei interdisziplinären Projekten, die Bildende Kunst und Musik verflechten. Sie verbindet bei moderierten Klavierkonzerten die Darstellung von Komponisten und bildenden Künstlern des Jugendstils und des Fin de Siècle der Russischen Kunst.

## Werke
- Anna Zassimova: Georges Catoire: seine Musik, sein Leben, seine Ausstrahlung. Ernst Kuhn, Berlin 2011, ISBN 978-3-936637-22-9.